# Mátyus Ferenc
Mátyus Ferenc (Pápa, 1920. március 28. – Budapest, 1999) magyar tanító, közművelődési felügyelő, a 20. század közepén az országos hírű pápai pedagógus színjátszó kör rendezője, a Pedagógus Művelődési Ház egykori igazgatója. Mátyus Aliz író, szociológus apja.

## Élete és munkássága
1934-1939 a pápai Magyar Királyi Állami Tanítóképző-intézetben folytatott tanulmányokat. Pályakezdőként Döbröntén nyert elhelyezést tanító munkakörbe (1939-40). A II. világháborúban, 1940-ben besorozták katonának. A Magyar Királyi 17. honvéd gyalogezred II. zászlóalj 4. századának századparancsnokaként harcolt a fronton, a Don-kanyarban, ahol megsebesült. 1945-1947 közt huszonhét hónapon át orosz hadifogságban volt (Kurszk, Oboján).
1949-ben először nem kapott állást kuláklány felesége miatt, később mégis alkalmazták. 1949-50 közt Pápasalamonban tanított. 1950-1952 közt vaszari tanító és igazgató-tanító.

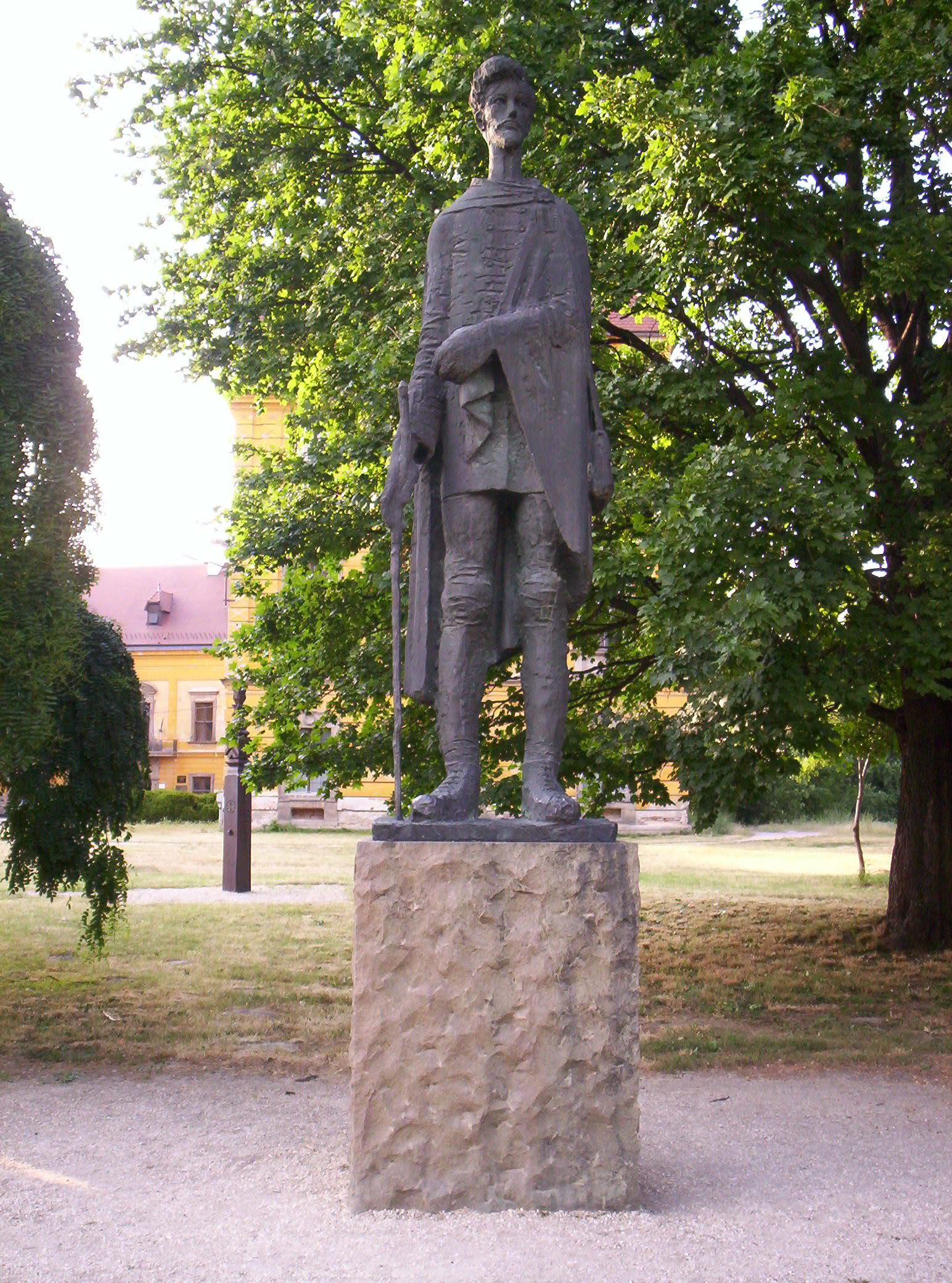
Petőfi Sándor szobra Pápán (1973)

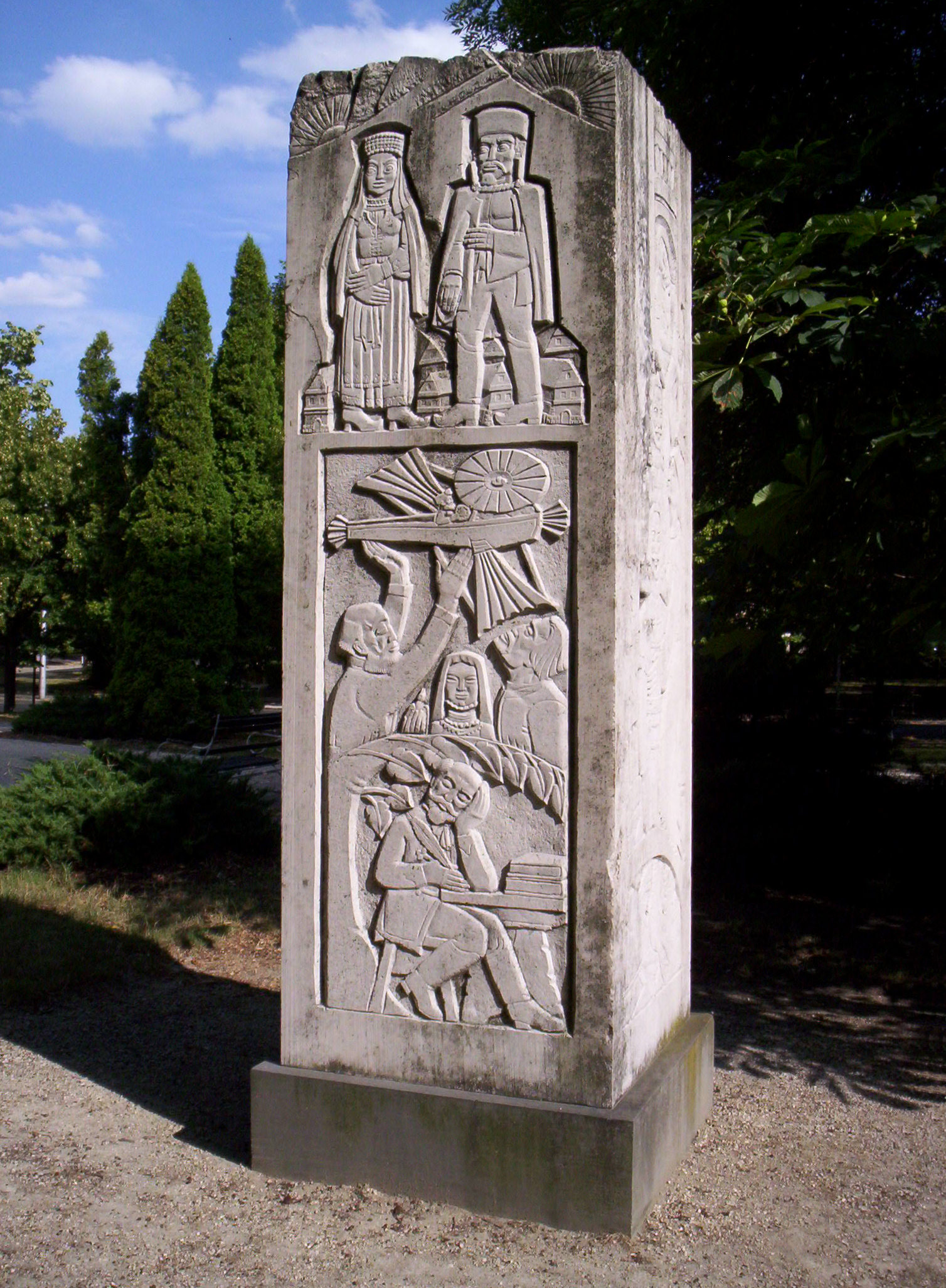
Jókai emlékkő Pápán (1978)

1952-ben bekerült a Pápai Városi Tanácshoz, először számadó igazgató, majd a Művelődésügyi Osztály gazdasági felügyelője. Feladata, a pápai oktatási intézmények gazdálkodásának irányítása. 1954-1961-ig a pápai pedagógus színjátszók rendezője, szabadtéri színpadot is létesített. 1963-1975-ig a Pedagógus Művelődési Ház igazgatója. Ő indította el, szervezte meg a ház életét: Pedagógus Akadémiát, pedagógus énekkart, zenekart, képzőművészeti kört alakított.
Emlékezetes rendezvénye a Művészeti Kollégium, amit a pedagógusokon kívül a textiles művelődési házban és az ÁFÉSZ keretei között működtetett. Az 1970-es évektől közművelődési felügyelőként működött nyugdíjba vonulásáig (1981. III. 31.). Nyugdíjas korában sem hagyott fel kulturális szervező tevékenységével, továbbra is jótékonyan befolyásolta Pápa művelődési életét.
Nagy érdeme van abban, hogy Somogyi József Petőfi szobra és Szervátiusz Jenő Jókai emlékműve elkészült és felállításra került Pápán.
Budapesten hunyt el kórházban, de szülőhelyén, Pápa Alsóvárosi temetőjében helyezték örök nyugalomra.

## Művei
- Pápa / Andruskó Károly fametszetei ; [szerk. Mátyus Ferenc] ; [bev. Tóth Károly]. Budapest : Szépirodalmi Kiadó, 1975. 31 p., 62 t.
- Imakönyvbe írt levelek. Orosz hadifogolynapló, 1945–47; sajtó alá rend. Mátyus Alíz; Helikon, Budapest, 2014

## Főbb elismerései
- 1979. augusztus 20-án Kiváló Népművelő kitüntetést kapott.
- 1998-ban Pro Comitatu díjjal ismerték el munkásságát.
- 2011-ben Pápa Város Önkormányzata és a Pápai Művelődéstörténeti Társaság emléktáblát állíttatott tiszteletére.[4]